# Panhard & Levassor Type E
Der Panhard & Levassor Type E ist ein Pkw-Modell der 1900er Jahre. Hersteller war Panhard & Levassor in Frankreich.

## Beschreibung
Dies war das erste Fahrzeug der Marke mit dem selbst entwickelten „Centaure“-Motor. Arthur Constantin Krebs war der Konstrukteur. Bei den Motorcodes „O4E“ und „O4F“ stand das „O“ für den Motortyp und die „4“ für die Anzahl der Zylinder.
Der Vierzylinder-Reihenmotor hatte paarweise gegossene Zylinder. Zwei verschiedene Größen standen zur Wahl. Der kleinere „O4E“-Motor hatte 80 mm Bohrung, 120 mm Hub, 2413 cm³ Hubraum und war mit 10 CV angegeben. Der größere Motor hatte 100 mm Bohrung, 130 mm Hub und 4084 cm³ Hubraum. Er war 1901 mit 16 CV angegeben und in den Folgejahren mit 16/18 CV, 16 CV und 18 CV. Das Getriebe hat vier Gänge.
Der Radstand betrug zwischen 198 und 297 cm. Viele Aufbauten entstanden nach Kundenwünschen, bekannt sind Doppelphaeton und Kastenwagen.
Die Ausführung mit dem kleineren Motor gab es von Juli 1902 bis 1905. Hiervon wurden in den einzelnen Jahren 53, 68, 69 und 3 Stück verkauft, insgesamt also 193. Die andere Variante stand von Januar 1901 bis September 1904 im Angebot. Sie erzielte die Verkaufszahlen 50, 53, 47 und 24, gesamt 174. Zusammen sind das 367 Fahrzeuge, von denen 39 Fahrzeuge exportiert wurden.
Im Automuseum im französischen Valençay steht ein Fahrzeug, das als Panhard & Levassor Type E bezeichnet ist. Die weiteren Angaben wie Baujahr 1900, 3900 cm³ Hubraum und 10 CV passen allerdings nicht zu diesem Modell. Eine andere Quelle gibt an, dass ein Type E von 1900 mit „O4E“-Motor, 2402 cm³ Hubraum und 10 CV in einem französischen Automuseum steht. Auch diese Angaben passen nicht vollständig.